# Verso libero
Il verso libero (da non confondere con il verso sciolto) è un verso che non rispetta per precisa scelta dell'autore uno schema metrico e ha dunque un numero variabile di sillabe.
Il fenomeno del verso libero si evidenzia soprattutto nel periodo tra l'Ottocento e il Novecento nel momento di una accentuata rivoluzione del linguaggio dell'arte che non interessa solamente la letteratura ma anche la pittura, la scultura e la musica.

## Caratteristiche
È chiamato 'libero', poiché non si basa su un numero fisso di sillabe e si può applicare a diverse realtà metriche.
Questo tipo di verso, che viene così a esser privo di una costante identità metrica, si ritrova nella poesia delle origini, nei laudari del Duecento o nella poesia del Novecento.
È un pregiudizio molto diffuso che il verso libero sia da identificare con l'unica vera (e pura) poesia in àmbito contemporaneo, e che le cosiddette "forme chiuse" siano da rigettare in quanto portatrici di un effetto eccessivamente retorico.
Alcuni studiosi, in particolare Pier Vincenzo Mengaldo, sostengono che non si possa parlare di verso libero, ma che si debba piuttosto parlare di metrica libera o poesia libera, sottolineando come sia necessario considerare un'opera lirica completa, e non solo il verso singolo, per poter valutare correttamente la sua appartenenza alla categoria della poesia libera. Questo vale specialmente per quanto riguarda la poesia novecentesca.
Soprattutto nella poesia italiana del Novecento nei confronti delle tradizionali forme metriche si è attuato un rapporto molto più libero. Sotto il nome di verso libero viene compresa ogni forma di versi che, a differenza di quanto avveniva fino all'Ottocento, non rispondono alla regolarità di sillabe, accenti e forme strofiche e che comprendono diversi tipi di metro.
La categoria del verso libero può essere schematizzata  in tre differenti tipologie, anche se la realtà risulta essere molto più flessibile potendo essere  quasi tutti i tipi di verso libero mescolati.
Si distinguono principalmente:
- La polimetria, che consiste nell'uso di versi regolari, per quanto riguarda le sillabe e il ritmo, ma che all'interno della poesia si susseguono in modo imprevedibile, senza costituire strofe regolari.
- L'anisosillabismo, quando si formano, su una struttura ritmica regolare, un numero di sillabe maggiori o minori, rispetto a quelle tradizionali, determinando una lunghezza variabile del verso.
- Il verso-frase, che varia per numero di battute, accenti ed estensione e che coincide con la pausa creando effetti sentenziosi.
- Il verso lineare,  il cui carattere metrico viene affidato solamente allo spazio bianco e che può essere rappresentato con una pausa nella dizione.